# Masato Sagawa

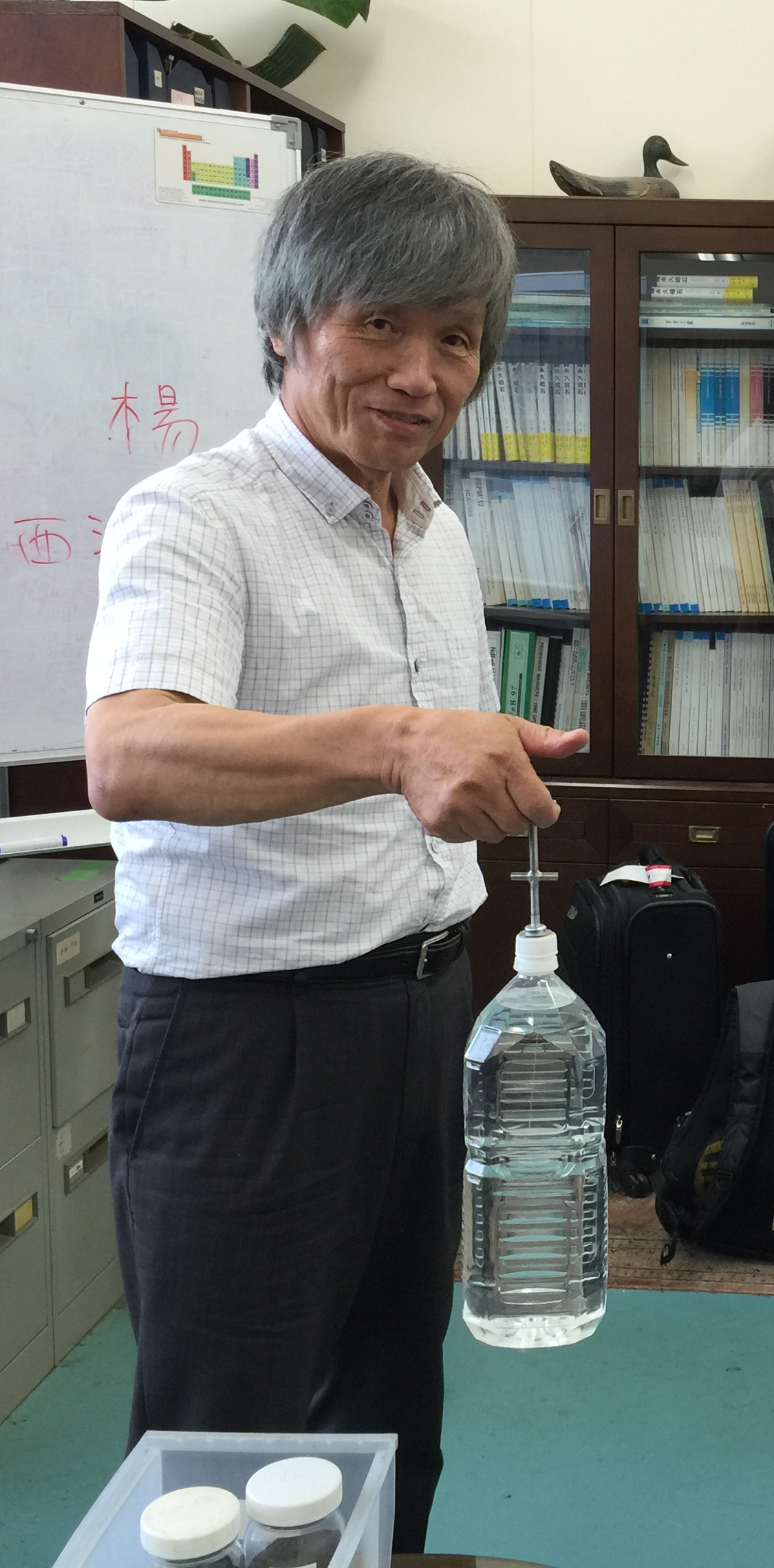
Sagawa demonstriert seinen Magneten, 1 Gramm eines Nd-Fe-B-Magnet hält eine 1,9-kg-Flasche Wasser

Masato Sagawa (jap. 佐川 眞人, Sagawa Masato; * 3. August 1943 in Tokushima) ist ein japanischer Festkörperphysiker. Er ist bekannt für die Entwicklung des Neodym-Eisen-Bor-Dauermagnets.
Sagawa studierte an der Universität Kobe mit dem Bachelor-Abschluss 1966 und dem Master-Abschluss 1968 und wurde 1972 an der Universität Tōhoku promoviert. Danach war er bis 1982 bei den Fujitsu-Laboratorien und danach bei Sumitomo Special Metals, nachdem er bei Fujitsu keine Unterstützung für die Entwicklung seines Magneten gefunden hatte.
Er demonstrierte seinen Magneten 1983 und gründete 1988 die Firma Intermetallics.
1986 erhielt Sagawa den James C. McGroddy Prize for New Materials. 1990 erhielt er den Asahi-Preis und 2012 den Japan-Preis. Für 2024 wurde ihm der IUPAP Magnetism Award and Néel Medal zugesprochen. Ebenfalls 2024 wurde er mit dem Europäischen Erfinderpreis in der Kategorie "Außereuropäische Erfindung" ausgezeichnet.

## Schriften
- mit anderen: New material for permanent magnets on a base of Nd and Fe, Journal of Applied Physics, Band 55, 1984, S. 2083.
- mit anderen: Permanent magnet materials based on the rare earth-iron-boron tetragonal compounds, IEEE Transactions on Magnetics, Band 20, 1984, S. 1584–1589.